# Chrysoprasis moerens
Chrysoprasis moerens là một loài bọ cánh cứng trong họ Cerambycidae.